# 托扬·埃尔马舍托夫
托扬·埃尔马舍托夫（俄语：Тоян Ермашетов，?—?）是西伯利亞韃靼人部落埃乌什塔的一位貴族，他於十六世纪末至十七世纪初居住在現今托木斯克附近的托木河河畔。